# Black Snake, la légende du serpent noir
Pour plus de détails, voir Fiche technique et Distribution.
Black Snake, la légende du serpent noir est une comédie française co-réalisée par Thomas Ngijol et Karole Rocher, sorti en 2019.

## Synopsis
Après avoir vécu des années à Paris, Clotaire Sangala revient sur ses terres natales en Afrique. Élevé par un vieil homme chinois expert en arts martiaux, il croit qu'il a été trouvé enfant dans une poubelle. Cet homme égoïste et séducteur, adepte de la vie facile et sans ambition, ignore qui sont ses glorieux parents. Clotaire va pourtant devenir le premier super-héros africain, « Black Snake », protecteur du peuple face au terrible dictateur Ezéchias.

## Fiche technique
- Titre original : Black Snake, la légende du serpent noir
- Réalisation : Karole Rocher et Thomas N'Gijol
- Scénario : Alexandre Gonzales, Thomas N'Gijol et Jean-Pascal Zadi, d’après une idée originale de Thomas N'Gijol et Jean-Pascal Zadi[1]
- Musique : Skread[1]
- Décors : Bertrand Seitz[1]
- Costumes : Gigi Lepage[1]
- Photographie : Renaud Chassaing[1]
- Montage : Olivier Gajan[1]
- Production : Éric Hannezo et Thomas N'Gijol
- Sociétés de production : Black Dynamite Production et Why Not Productions ; CB Films, Ting Productions et UGC[1] (coproductions)
- Société de distribution : UGC (France)
- Pays d'origine :  France
- Langue originale : français
- Format : couleur
- Genres : comédie, super-héros
- Durée : 82 minutes
- Dates de sortie :
  - France : 28 octobre 2018 (Comic Con Paris) ; 20 février 2019 (sortie nationale)

## Distribution
- Thomas Ngijol : Clotaire Sangala / Black Snake[2]
- Karole Rocher : Françoise Langlos
- Édouard Baer : Henry Thouvenel
- Michel Gohou : Ezechias
- Sabine Pakora : Billy
- Jérôme Le Banner : Beaumont, dit « Le Gitan »
- Bernard Ménez : le président
- Themba Mncube : Mamadou / Marcel Janvion
- Tapa Sudana : le grand-père
- Lindsay Karamoh : Gertrude
- Mahamadou Coulibaly : Léopold Ekeke, dit « Somnifère »
- Issaka Sawadogo: Le Djinn

## Production

### Développement et genèse
En octobre 2016, au Comic Con Paris, l’humoriste Thomas N'Gijol révèle son prochain « premier film de super-héros français » intitulé Black Snake, en tant que scénariste, réalisateur et acteur, après Case départ, Le Crocodile du Botswanga, et Fastlife. Ce projet, dont il partage la réalisation avec sa compagne Karole Rocher qui y tient également le rôle principal et dont l’action se déroule dans les années 1970 en Afrique, a duré cinq ans.

### Tournage
Le tournage a lieu en janvier 2017 en Afrique du Sud.

## Accueil

### Festival et sortie
Black Snake, la légende du serpent noir est présenté le 28 octobre 2018 au festival Comic Con Paris, avant sa sortie nationale prévue le 20 février 2019.

### Box-office
Le film sort le 20 février 2019 dans 259 salles. Il ne réalise que 19 243 entrées pour sa première journée. Pour sa première semaine, il ne cumule que 108 449 entrées. 
Il termine sa carrière en salles après seulement 5 semaines, avec 174 422 entrées.Le film  rapporte à peine 1M€ pour un budget de 9,5 million d'euros. 
Avec seulement 174 422 entrées, c'est l'un des plus gros échecs pour un film français en 2019.